# Truck-Racing-Europameisterschaft 2020
Die  FIA European Truck Racing Championship 2020 (auch: FIA ETRC 2020, Truck-Racing-Europameisterschaft 2020 der FIA oder Truck-Racing-EM 2020 der FIA) war eine europaweit ausgetragene Motorsport-Meisterschaft in der Kategorie III, Gruppe F (Renntrucks) nach der FIA-Klassifizierung. Die Saison 2020 hätte sechs Läufe mit je vier Rennen umfasst. Sie war die 36. Truck-Racing-Europameisterschaft überhaupt, und die 15. seitdem ihr 2006 von der FIA das Prädikat Championship verliehen wurde (zuvor hatte die Meisterschaft lediglich den Status eines Cups).
Truck-Racing-Europameister 2020 wäre Norbert Kiss aus Ungarn auf MAN mit 92 Punkten geworden. Vizeeuropameister wäre mit 6 Punkten Rückstand Adam Lacko aus Tschechien auf Freightliner (86 Punkte) geworden, gefolgt von Jochen Hahn aus Altensteig (Deutschland) auf Iveco mit 20 Punkten Rückstand auf den Europameister (72 Punkte).
In der Teamwertung wäre das Team Titan mit 136 Punkten als Sieger hervorgegangen. Auf Platz zwei wäre das Team Buggyra Zero Mileage Racing mit 124 Punkten gefolgt. Der Bronze-Platz wäre an Die Bullen von Iveco Magirus bestehend aus Jochen Hahn und Steffi Halm mit insgesamt 120 Punkten gegangen. Das Team Löwen Power bestehend aus Antonio Albacete und Sascha Lenz hätte sich mit 57 Punkten den vierten Platz geholt.
Den Promoter's Cup (FIA ETRC Grammer Truck Cup) hätte Téo Calvet aus Frankreich mit 168 Punkten gewonnen. Ihm wären auf Platz zwei Jamie Anderson mit 166 Punkten und auf Platz drei Shane Brereton mit 157 Zählern gefolgt.
Bedingt durch die Absagen und Ausfällen aufgrund der COVID-19-Pandemie, fanden jedoch nur zwei Läufe tatsächlich statt.
Die Preisverleihung wurde daher für die Saison 2020 ausgesetzt.

## Rennkalender
| Nr. | Datum                          | Strecke              | Land        | Ort            | Platz 1 (nach Punkten) | Punkte | Platz 2 (nach Punkten) | Punkte | Platz 3 (nach Punkten) | Punkte |
| --- | ------------------------------ | -------------------- | ----------- | -------------- | ---------------------- | ------ | ---------------------- | ------ | ---------------------- | ------ |
| 1.  | 28.–29. Mai (abgesagt)         | Misano World Circuit | Italien     | Misano         |                        |        |                        |        |                        |        |
| 2.  | 06.–07. Juni (abgesagt)        | Slovakiaring         | Slowakei    | Orechová Potôň |                        |        |                        |        |                        |        |
| 3.  | 18.–19. Juli (abgesagt)        | Nürburgring          | Deutschland | Nürburg        |                        |        |                        |        |                        |        |
| 4.  | 29.–30. August                 | Autodrom Most        | Tschechien  | Most           | Sascha Lenz            | 41     | Norbert Kiss           | 37     | Adam Lacko             | 35     |
| 5.  | 12. – 13. September (abgesagt) | Circuit Zolder       | Belgien     | Zolder         |                        |        |                        |        |                        |        |
| 6.  | 26.–27. September (abgesagt)   | Circuit Bugatti      | Frankreich  | Le Mans        |                        |        |                        |        |                        |        |
| 7.  | 3.–4. Oktober (abgesagt)       | Circuito del Jarama  | Spanien     | San Sebastián  |                        |        |                        |        |                        |        |
| 8.  | 17.–18. Oktober                | Hungaroring          | Ungarn      | Mogyoród       | Norbert Kiss           | 55     | Adam Lacko             | 51     | Jochen Hahn            | 39     |

Hinweis: Alle Punktangaben unterliegen der Zustimmung der FIA (siehe jeweilige Quelle)
Datenquelle(n):  und 

## Wertung
An jedem Rennwochenende werden jeweils vier (4) Rennen gefahren. Dabei wird jeweils beim zweiten (2.) Tagesrennen (also Rennen 2 und 4 je Rennwochenende) durch die Umkehr-Regelung die Startaufstellung des vorherigen Rennens teilweise umgedreht; dies betrifft die Top 8 am Zieleinlauf. Der Sieger des ersten oder dritten Rennens eines Wochenendes geht also im darauffolgenden Rennen (2 oder 4) von Position acht (8), der Achtplatzierte des 1. oder 3. Rennens jedoch von der Pole-Position aus ins Rennen. Die Plätze dazwischen werden entsprechend umgekehrt. Bei der Wertung wird zwischen den Rennen mit und ohne Umkehr-Regelung unterschieden (Platz 1 – 10):
- Rennen 1 und 3 (ohne Umkehr-Regelung): 20, 15, 12, 10, 8, 6, 4, 3, 2, 1 Punkt(e)
- Rennen 2 und 4 (mit Umkehr-Regelung): 10, 9, 8, 7, 6, 5, 4, 3, 2, 1 Punkt(e)